# Liên Xô sáp nhập Tây Ukraina
Liên Xô sáp nhập Tây Ukraina, là việc nước này thỏa thuận với Đức Quốc xã trên cơ sở của một điều khoản bí mật của Hiệp ước Xô-Đức, để xâm lược Ba Lan vào ngày 17 Tháng 9 năm 1939, chiếm đóng các tỉnh biên giới phía đông của Ba Lan. Lwów, ngày nay Lviv, thành phố chính và trung tâm văn hóa của vùng Galicia, đã bị chiếm đóng vào ngày 22 tháng 9. Những tỉnh này là nơi sinh sống của một số dân tộc khác nhau, với dân tộc Ukraina chiếm đa số ở các vùng nông thôn, và Ba Lan chiếm ưu thế ở các thành phố. Bây giờ họ là xương sống của miền Tây Ukraina hiện đại.
Trong tháng 6 năm 1940, Liên Xô đã ra tối hậu thư cho Vương quốc Romania, đòi nhượng của Bắc Bukovina, một khu vực với một số lớn người dân Ukraina sinh sống.
Việc sáp nhập các vùng lãnh thổ này, mà được nhập vào CHXHCN Ukraina, một nước thuộc Liên Xô, dẫn đến tình trạng nước này mở rộng ra thêm 50.600 dặm vuông (130.000 km 2), và gia tăng dân số lên hơn bảy triệu người.